# Idiocera jucunda
Idiocera jucunda là một loài ruồi trong họ Limoniidae. Chúng phân bố ở miền Cổ bắc.